# Biskopsdömet Ösel-Wiek
Biskopsdömet Ösel-Wiek (estniska: Saare-Lääne piiskopkond, tyska: Bistum Ösel-Wiek) var ett romerskt-katolskt furstbiskopsdöme i Livland (Terra Mariana), bildat 1228 efter Svärdsriddarordens erövring av Ösel och omvandlat genom sekularisering till ett län under den danska kronan 1560. Biskopsdömet omfattade delar av öarna Ösel och Dagö samt Läänemaa (Wiek) i västra nuvarande Estland.

## Historia

### Kristnandet av Ösel och Wiek
De fornestniska landskapen Saaremaa (Ösel) och Läänemaa (Wiek) styrdes under förkristen tid av äldstar, omnämnda genom Henrik av Lettlands krönika. Under början av 1200-talet ledde kung Valdemar Sejr av Danmark, den tyska Svärdsriddarorden och kung Johan Sverkersson av Sverige flera försök att erövra och kristna nuvarande Estland för den katolska kyrkans räkning, men det lokala motståndet var omfattande. I slaget vid Leal 1220 nära utplånades den svenska garnisonen i Leal av en landstigen här från Ösel. Bland de svenska stupade fanns befälhavarna ur kungens närmaste krets, jarlen Karl Döve och biskopen av Linköping Karl Magnusson. År 1223 drevs de danska och tyska trupperna ut ur större delen av Estland efter ett uppror, men återtog kontrollen över fastlandet följande år. Först i samband med biskop Albert av Rigas korståg 1227 föll Ösel till Svärdsriddarorden som det sista hedniska fästet.

### Biskopsdömet
Biskopsdömet Ösel-Wiek bildades 1 oktober 1228 genom ett beslut av Vilhelm av Sabina, påvlig legat för Gregorius IX, som stift och samtidigt ett riksfurstendöme inom Tysk-romerska riket. Biskopsdömet omfattade stora delar av de idag estländska öarna Ösel och Dagö samt Wiek (västra delen av dagens estländska fastland, på estniska Läänemaa). Återstoden av landskapen kom under Svärdsriddarordens direkta kontroll, sedermera Livländska orden.
Biskoparnas säte flyttades flera gånger under stiftets tidiga historia; till Leal (Lihula) 1234, till Vana-Pärnu (Gamla Pärnu) 1251, till Hapsals slott (Haapsalu) 1279 och under 1300-talet till biskopsborgen i Arensburg (Kuressaare); domkyrkan och domkapitlet kom dock att förbli i Hapsal även efter att biskoparna tagit biskopsborgen i Arensburg till sitt huvudsakliga säte. Från 1253 var biskopsdömet underställt Ärkebiskopsdömet Riga inom den katolska kyrkan.
Biskopsdömet ingick som en av fem medlemmar i den livländska konfederationen. Evangelisten Johannes örn fördes av biskoparna som heraldiskt vapen. Örnsymbolen är idag Läänemaas landskapsvapen och ingår i stadsvapnen för biskopsdömets tidigare residensstäder Kuressaare och Haapsalu.

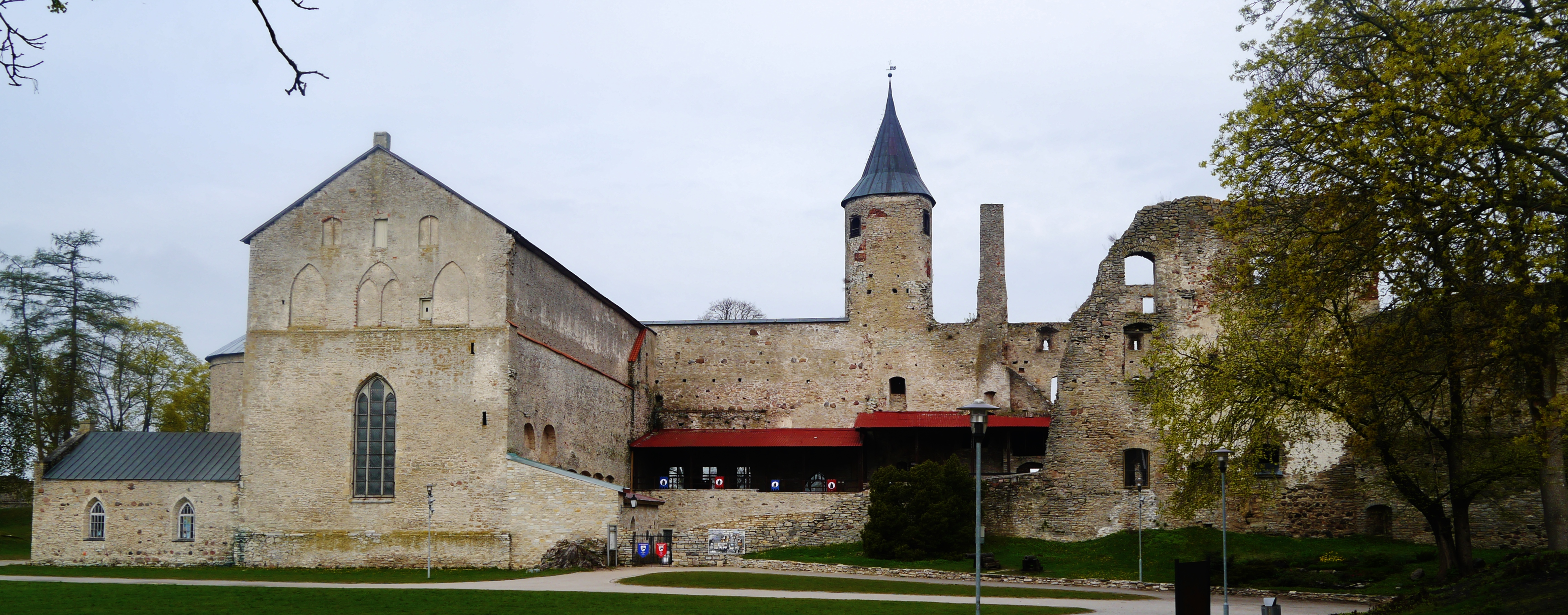
Domkyrkan och borgen i Haapsalu.
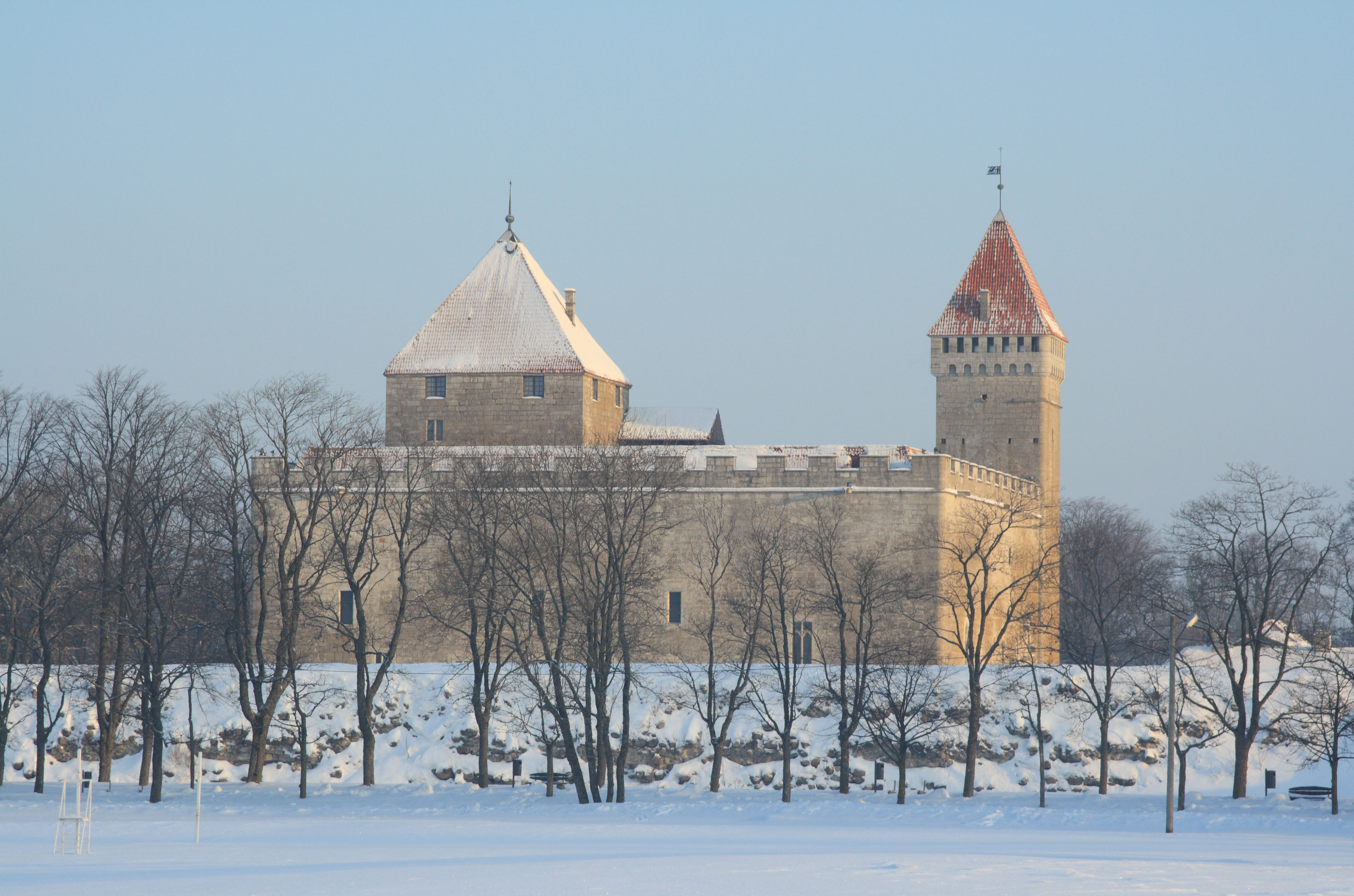
Kuressaare biskopsborg.
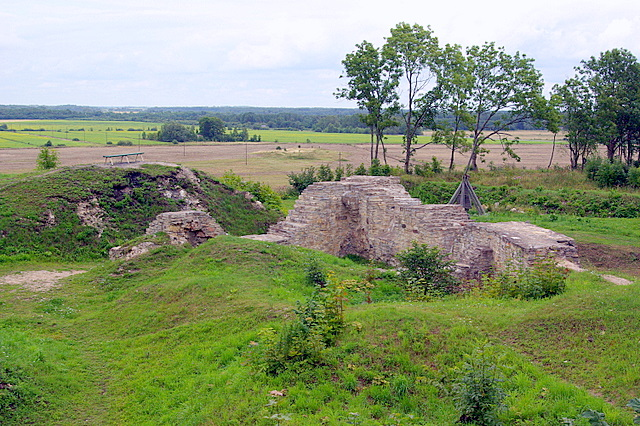
Borgruinen i Lihula.

### Försäljning och sekularisering
Ösel-Wiek slutade existera som självständigt biskopsdöme 1560 efter att den siste andlige furstbiskopen, Johannes V von Münchhausen, sålt biskopsdömet till kung Fredrik II av Danmark. Kungens bror, hertig Magnus av Holstein, erhöll biskopsdömet av Fredrik II som apanage, men då han var protestant kom han att sekularisera biskopsdömet och omvandlade det till ett län under den danska kronan. Från 1567 titulerade han sig Herre till stiftet Ösel och Wiek. Genom utbyte av territorium med Livländska orden, som vid denna tid var i upplösning, kom det nya danska furstendömet att omfatta ön Ösel, medan Dagö blev svenskt 1563 och återstoden av biskopsdömet (Wiek) kom att falla under Polen-Litauens överhöghet fram till 1582, då Wiek ockuperades av Sverige under Nordiska tjugofemårskriget. Hela det tidigare biskopsdömet blev svenskt territorium genom freden i Brömsebro 1645 och ryskt genom freden i Nystad 1721; idag ligger området i västra Estland.

## Lista över furstbiskopar av Ösel-Wiek
- Gottfried, cisterciensmunk (1227, vald 29 juni 1228; bekräftad 1228 – död 26 juli 1229)
- interregnum 1229 - 1234, furstbiskopsdömet administrerat av biskopen av Riga, Nikolaus von Nauen, och Svärdsriddarorden
- Heinrich I, dominikanmunk (1235 – död 10 mars 1260)
- Hermann von Buxhoeveden (1262– död omkring 1285)
- Heinrich II (10 maj 1290 – död 1294)
- Jakob I (omkring 1294 – död januari 1307)
- interregnum
- Konrad I omkring 1297 – 1307
- interregnum
- Hartung (omkring 1312 – död omkring 1320)
- Jakob II (3 mars 1332 – 1337)
- Hermann II Osenbrügge, (1338 – död omkring 1362)
- Konrad II (24 juli 1363 – död omkring 1370)
- Heinrich III (24 oktober 1374 – död 1383), tidigare biskop av Slesvig (30 januari 1370 – 23 oktober 1374)
- interregnum
- Winrich von Kniprode (28 mars 1385 – död 5 november 1419)
- Caspar Schuwenflug (8 januari 1420 – död 10 augusti 1423)
- Christian Kuband, praemonstratensmunk (10 augusti 1423 – död 21 juli 1432)
- Johannes I Schutte (22 oktober 1432 – omkring 1438)
- Johannes II Creul (Kreuwel), Tyska orden (20 mars 1439 formellt –  1457, i praktiken sedan 1449 i Wiek som junior biskop - död 13 september 1454))
- Ludolf Grove (omkring 1454 formellt  – död omkring 1458) (i praktiken sedan 1439 som senior biskop, sedan 1449 på Ösel och Dagö)
- Jodokus Hoenstein (24 juli 1458 – död omkring 1470)
- Peter Wetberg (17 juni 1471 – död 21 november 1491)
- Johannes III Orgas (26 mars 1492 – död 19 mars 1515)
- Johannes IV Kyvel (19 mars 1515 – död omkring 1527), tidigare koadjutor i Ösel-Wiek fram till 1515
- Georg von Tiesenhausen (20 maj 1527 – död 12 oktober 1530), tidigare biskop av Reval (21 juli 1525 – 12 oktober 1530)
- Reinhold von Buxhoeveden (8 juli 1532 – avgick 1541), död 1557
- Vilhelm av Brandenburg-Ansbach-Kulmbach (1532 – 1534), motbiskop
- Johannes V von Münchhausen (9 januari 1542 – avsatt 1560)
- Magnus av Ösel (även prins av Danmark och hertig av Holstein), (1560–1572 protestantisk sekulär furstbiskop, död 1583)